# Нефритовий принц

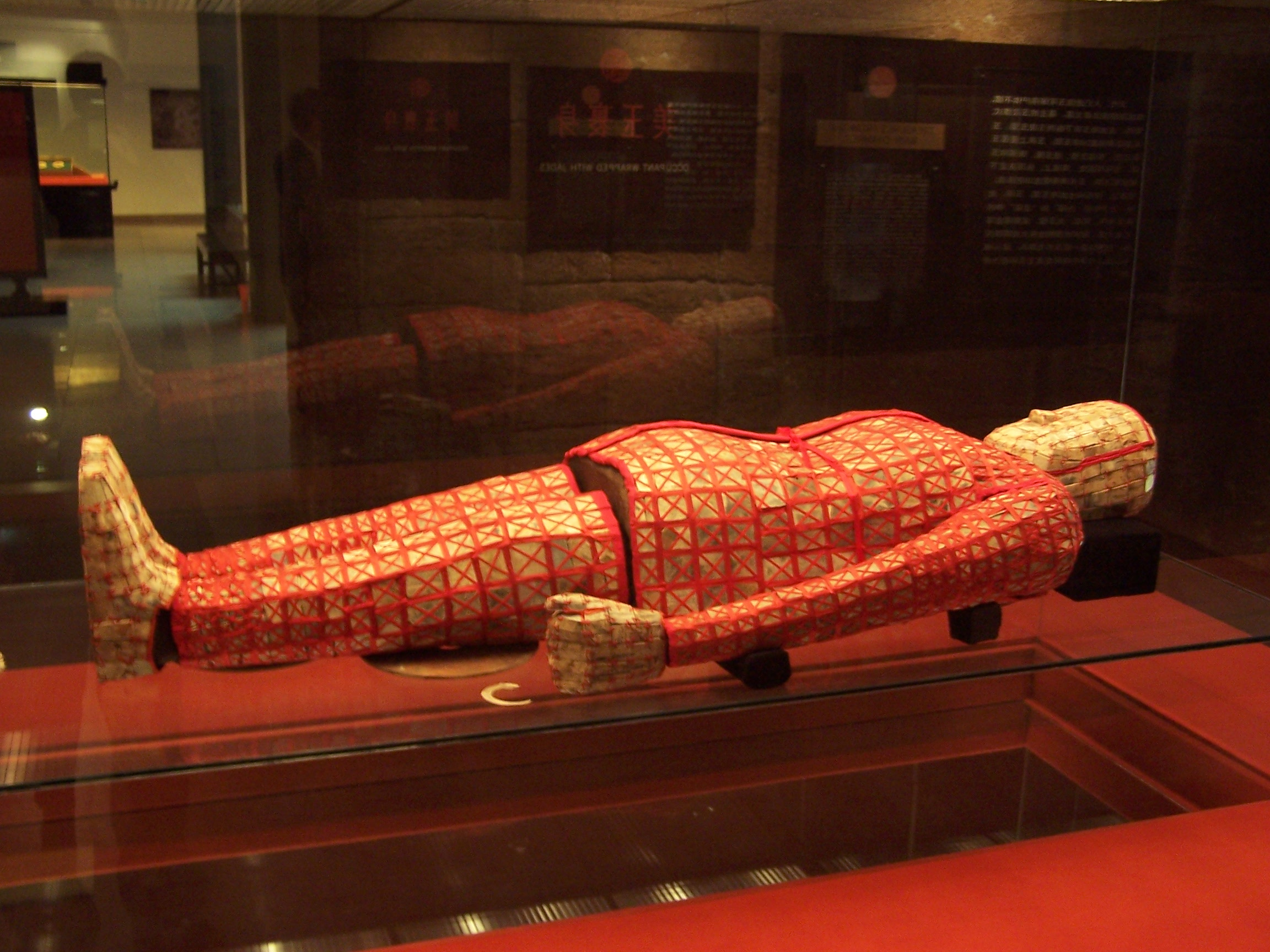
Нефритове вбрання Чжао Мо, другого вана царства Наньюе на виставці в Гуанчжоу

Нефритовий принц — збірна назва для декількох археологічних знахідок з елітних поховань доімперського та ранньоімперського періодів в стародавньому Китаї. Спільним для них є поховальний одяг вельмож, складений зі шматочків полірованого нефриту, юй-ї (кит. спр. 玉衣, буквально «нефритовий одяг»).

## Опис
Поховальний костюм юй-ї використовувався в похованнях членів імператорської родини Хань та її високопосадовців. Він складався зі шматочків нефриту, що, як вважалося, зберігає тіло від розкладання. Також нефрит вкладався в «дев'ять отворів тіла», іноді на язик крім того клалася нефритова фігурка цикади та рис. Цикада символізувала собою подолання смерті, оскільки личинки цієї комахи багато років живуть у землі до того як вилізти на поверхню та стати дорослими цикадами. Зверху клалися нефритові диски з отвором бі. Під головою містилася подушка.
Зазвичай костюм складався з маски, що облягала голову, куртки, штанів, черевиків і рукавиць. Костюм загалом міг налічувати до трьох тисяч нефритових пластинок — переважно квадратних і трапецієподібних, що мали отвори біля кутів і скріплювалися між собою нитками. Так, юй-ї принца Лю Шена складався з 2498 пластинок, скріплених між собою золотими нитками. В інших похованнях замість золотих могли використовуватися срібні, бронзові, мідні чи шовкові нитки, залежно від статусу похованої людини. Виготовлення нефритових поховальних костюмів було дуже трудоємким, на створення одного могло затрачатися понад 10 років праці одного майстра, адже шматки нефриту потрібно було огранити, відполірувати та просвердлити. Вартість могла досягати річного прибутку 100 середніх сімей. Костюм Лю Шена створювали понад сотня майстрів упродовж 2-х років.
У 223 році н.е. імператор Юань Баоцзюй заборонив виготовлення таких костюмів, оскільки вони були бажаною ціллю для грабіжників могил. Перші писемні згадки нефритових костюмів датуються 320 роком н.е.

## Історія виявлення
У 1968 в повіті Маньчен 满城县, провінція Хебей, при розкопці пагорба було виявлено могили Лю Шена, принца Чжуншань, і його дружини Доу Вань, які жили у II столітті до н. е. та померли в 141 році до н. е. Їх тіла повністю зотліли, але похоронні шати збереглися. Вони були зроблені з тисячі шматочків огранованого та полірованого нефриту. Кожен шматочок був з'єднаний із сусідніми золотим дротом.

## Галерея

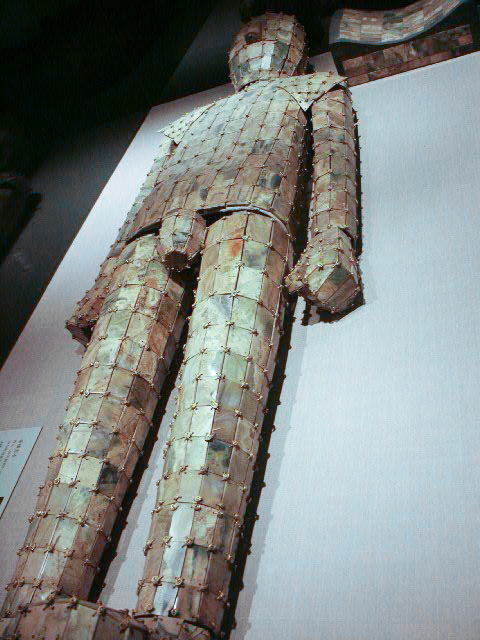
Поховальний костюм династії Хань, Національний музей Китаю, Пекін
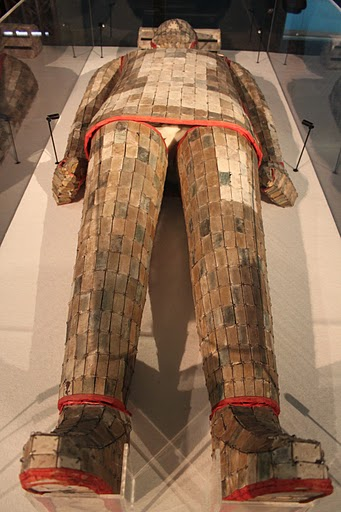
Поховальний костюм у Хенанському музеї, Женьчжоу
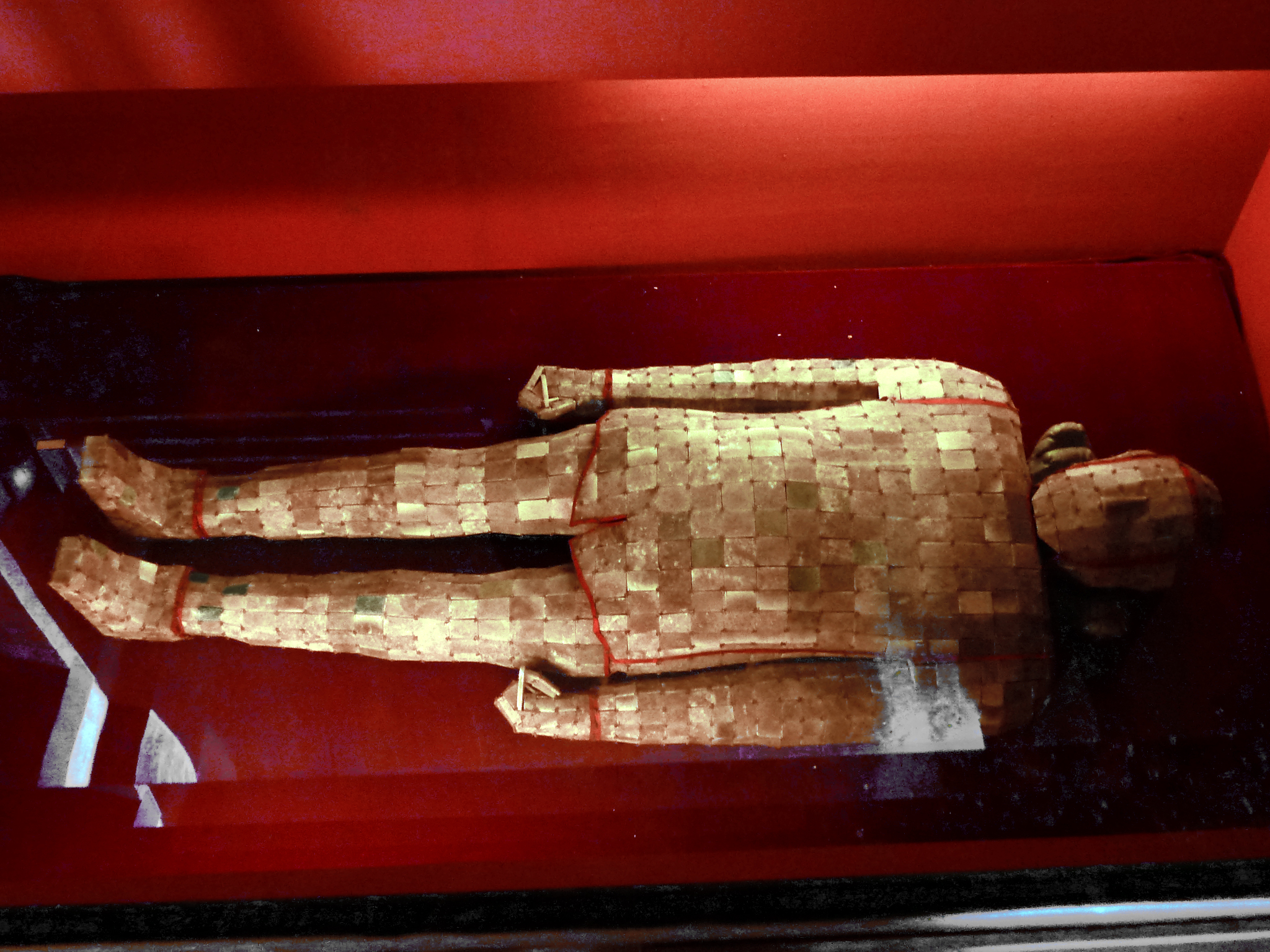
Репліка поховального костюма Лю Сюя, чиновника періоду п'яти династій і десяти царств, Музей ханської гуанлінської гробниці, Янчжоу
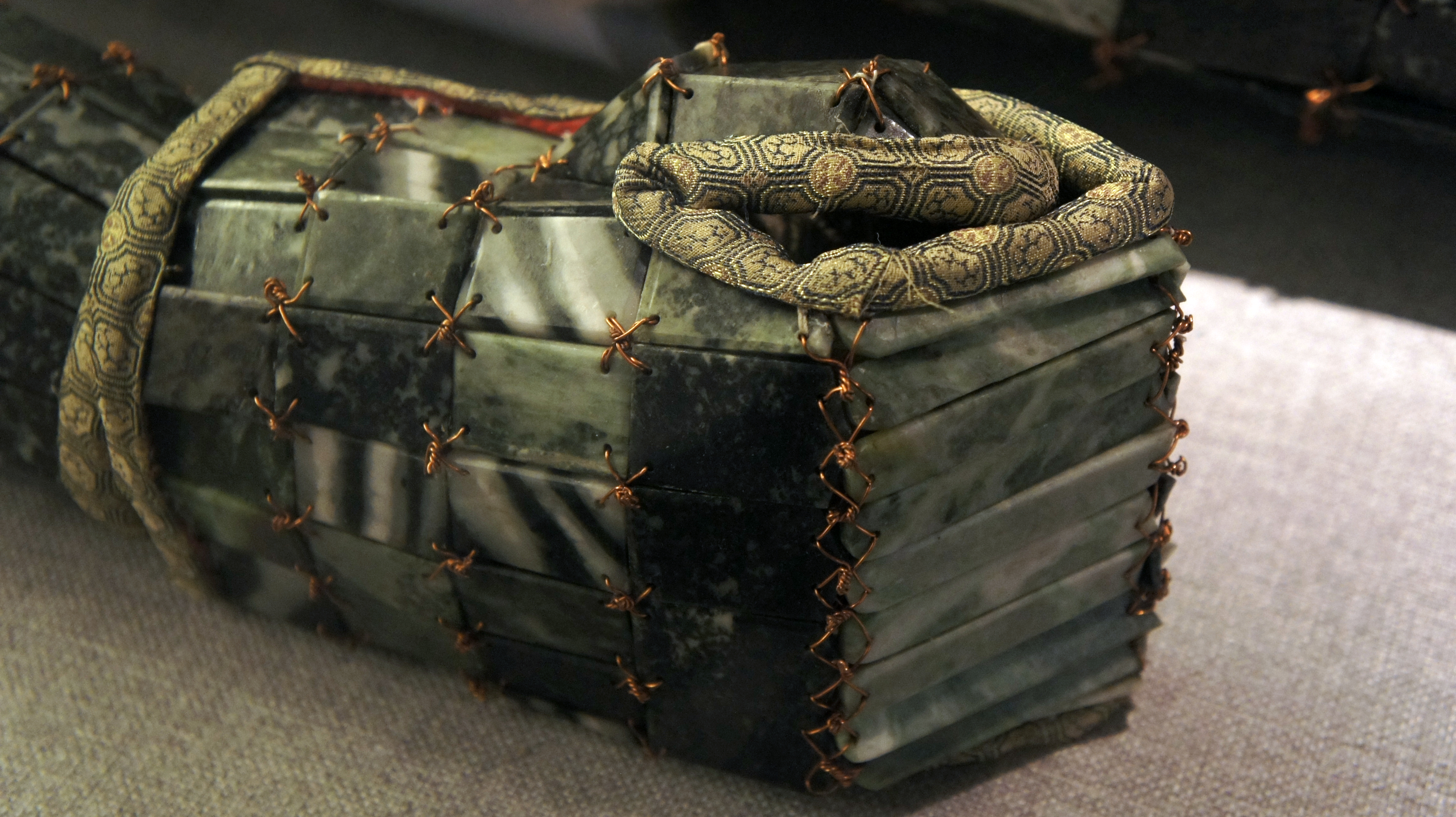
Рукавиця оригінального поховального костюма Лю Сюя
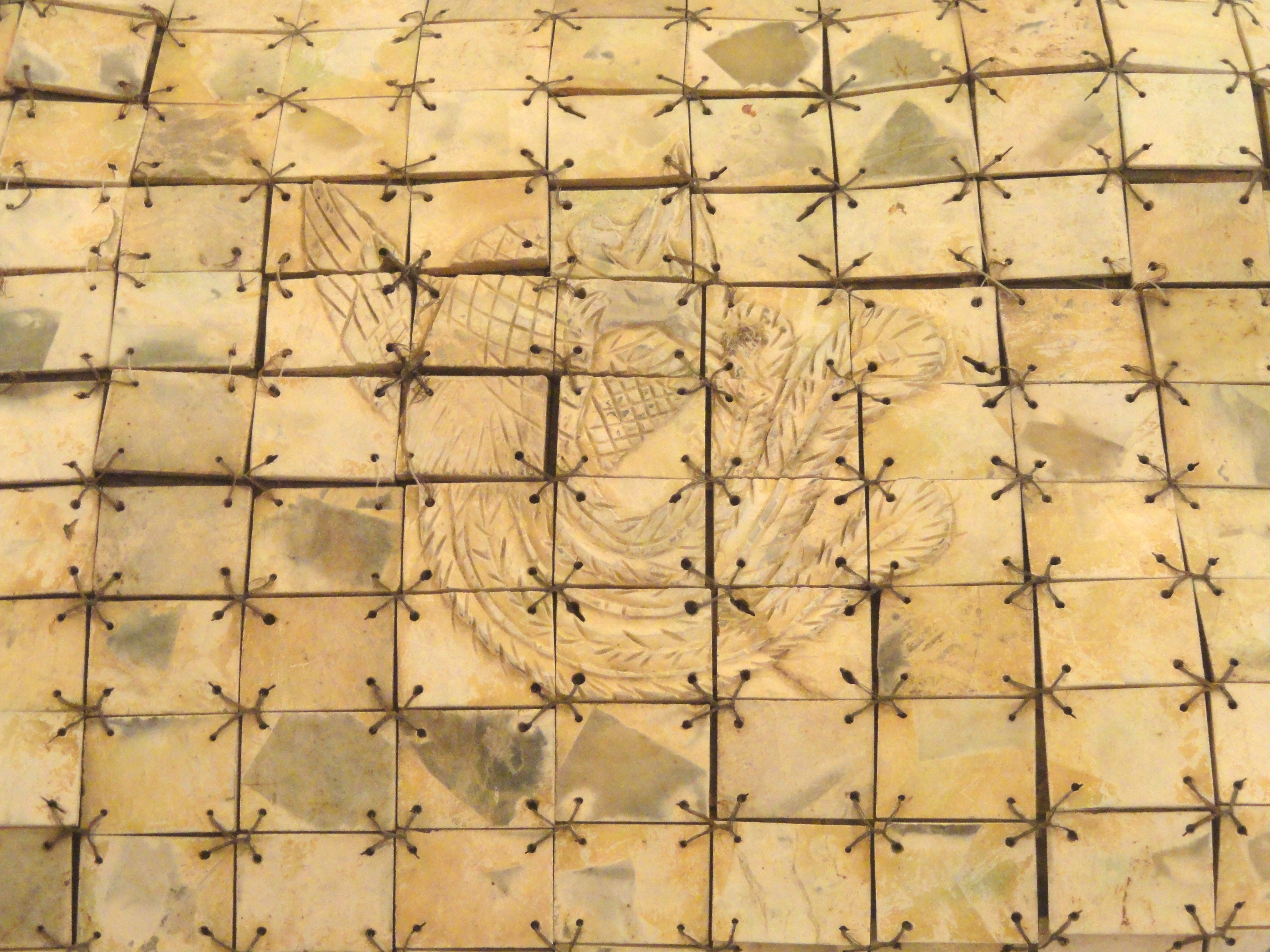
Нефритові пластинки, первісно скріплені мідним дротом, Мистецький музей Джорджа Волтера Вінсента Сміта
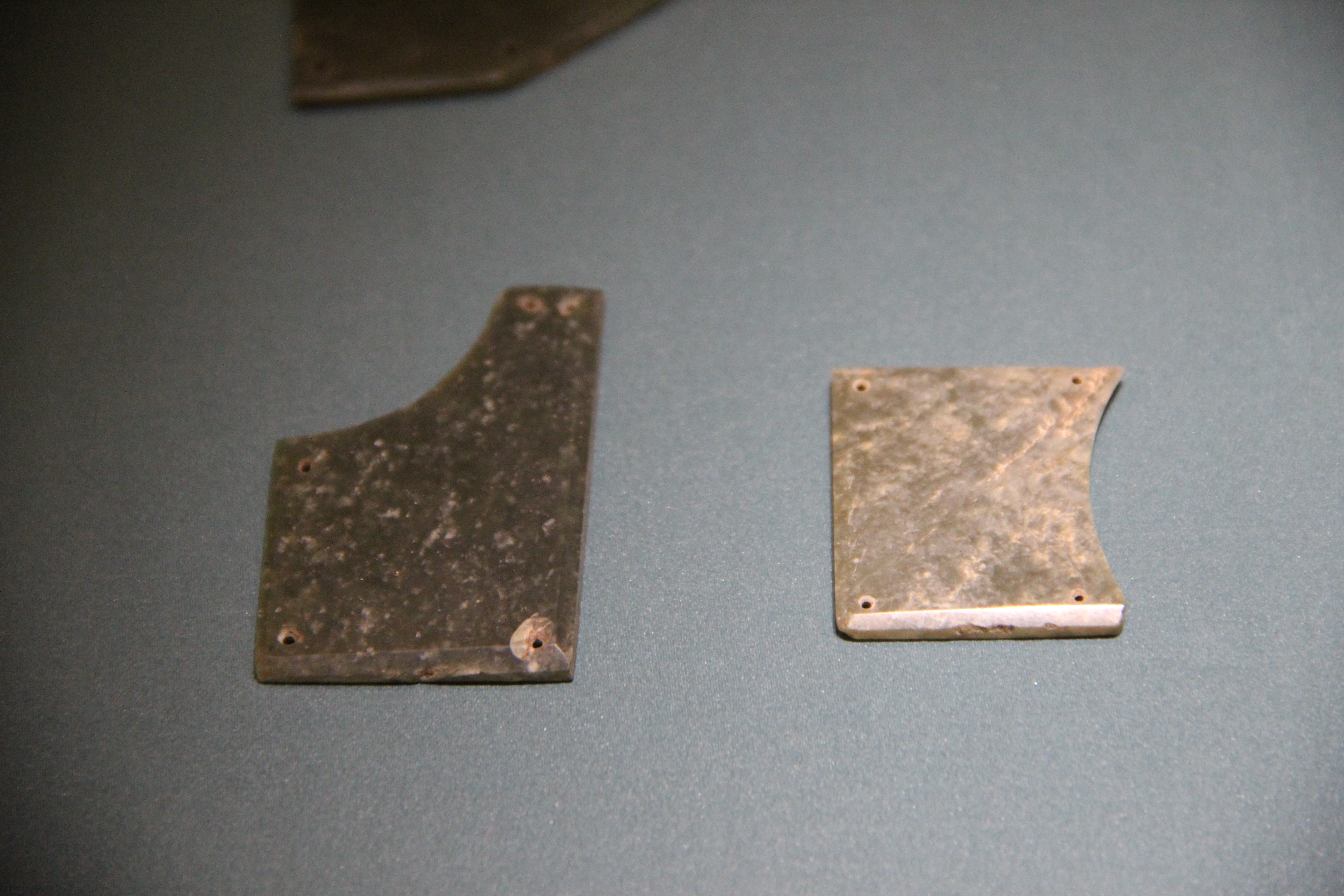
Окремі нефритові пластинки